# Hažín
Hažín es un municipio del distrito de Michalovce en la región de Košice, Eslovaquia, con una población estimada a final del año 2024 de 466 habitantes.
Se encuentra ubicado al noreste de la región, en la cuenca hidrográfica del río Bodrog (afluente derecho del Tisza) y cerca de la frontera con la región de Prešov, Ucrania y Hungría.

## Demografía
| Año        | 1994 | 2004    | 2014    | 2024    |
| ---------- | ---- | ------- | ------- | ------- |
| Población  | 435  | 452     | 478     | 466     |
| Diferencia |      | +3,90 % | +5,75 % | −2,51 % |

| Año        | 2023 | 2024    |
| ---------- | ---- | ------- |
| Población  | 472  | 466     |
| Diferencia |      | −1,27 % |